# Morske strige
Morske strige (znanstveno ime Nereididae, nekoč zapisano tudi kot Nereidae) so družina mnogoščetincev, ki združuje okrog 500 danes znanih vrst, ki večinoma poseljujejo morske habitate; od tega je v Jadranu znanih 21 vrst, v njegovem slovenskem delu pa 14. 
Ribiči uporabljajo morske strige kot odlično vabo pri trnkarjenju. Ob oseki jih nabirajo izpod obrežnih kamnov. Nekatere živijo tudi v sladki vodi in celo na kopnem.

## Opis
Pri morskih strigah lako vidimo na enem osebku vse bistvene značilnosti prostoživečih mnogoščetincev. Med seboj jih razlikujemo le po manjših anatomskih značilnostih, ki jih laik težko opazi. 
Telo meri 1-10 cm ali več. Na glavini krpici pa imajo po 2 para dobro razvitih oči, praviloma dve kratki tipalnici in dva velika dvočlenska palpa. Prvi telesni člen je brez prinožic; na njem so le različno dolgi lovkasti ciri. Iztegljiv in izrazito mišičast rilec ima na koncu par močnih in ostro nazobčanih hitinskih čeljusti. Po zunanji površini pa je obdan z značilnimi, v 8 skupin razporejenimi hitinskimi zobci, po katerih jih lahko preprosto razlikujemo. Včasih sta za določitev pomembni še oblika in zgradba prinožnic ter ščetin. Prinožnice se večidel dvokrake, hrbtni krak pa je še naprej razcepljen v 3 krpe in trebušni na dve. Ščetine so večinoma dvodelne, suličaste ali kavljaste.
Morske strige se pred parjenjem spremenijo.